# El Pañuelo del Mago
El Pañuelo del Mago é um romance do escritor uruguaio Fernando Villalba, publicado em 2010 pela editora Mondadori. A obra se passa na década de 1930 e narra a história de Victorino Duarte, morador de um cortiço sem perspectivas na vida, que assiste a uma performance gratuita de Carlos Gardel e, na ocasião, recebe o lenço que o artista levava no bolso. O objeto passa a ser, então, um amuleto para Victorino. A partir daí, a vida do protagonista toma outros rumos e torna-se mais interessante.
O romance foi finalista do Prêmio Planeta em 2008, sob o título “Victorino: El vuelo de um mago”   e aborda ícones da identidade uruguaia, como a construção do Estádio Centenário, a Copa do Mundo de 1930 e a passagem do Graf Zeppelin sobre Montevidéu. Também trata de fatos do cenário mundial da época, como a guerra civil espanhola, a construção do Cristo Redentor no Rio de Janeiro, a depressão de 29, a crise da Alemanha etc.